# Kilburn (London Underground)

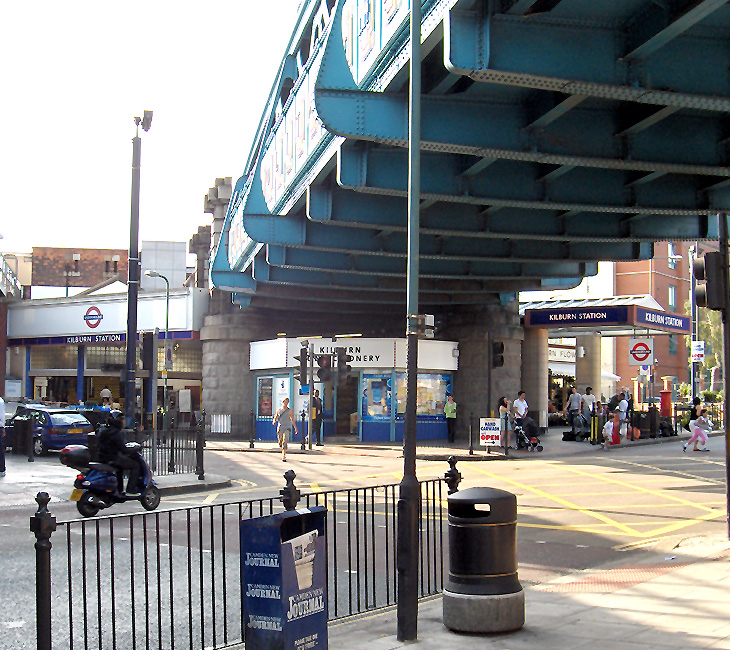
Station Kilburn

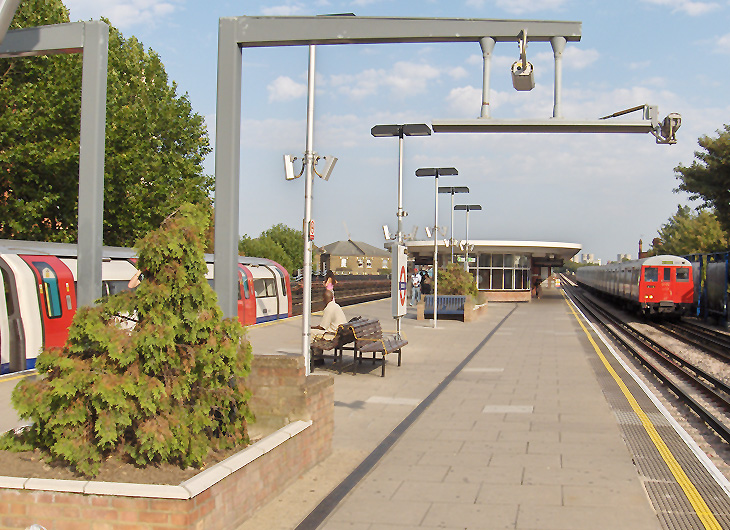
Bahnsteig

Kilburn ist eine oberirdische Station der London Underground im Stadtbezirk London Borough of Brent. Sie liegt in der Travelcard-Tarifzone 2 am Shoot Up Hill, unter einem Viadukt der Fernverkehrsstraße A5. Die von der Jubilee Line bediente Station wurde im Jahr 2014 von 7,87 Millionen Fahrgästen genutzt. Etwa 200 Meter im Süden befindet sich der Bahnhof Brondesbury von London Overground auf der North London Line.
Die Eröffnung der Station erfolgte am 24. November 1879 durch die Metropolitan Railway (Vorgängergesellschaft der Metropolitan Line). Damals lautete der Name der Station Kilburn and Brondesbury. Ab 20. November 1939 hielten hier auch Züge der Bakerloo Line, die den Verkehr auf der Stanmore-Zweigstrecke übernahmen. Der Parallelverkehr währte jedoch nur einige Monate; um eine Beschleunigung und Entflechtung zu ermöglichen, passieren Züge der Metropolitan Line seit dem 7. Dezember 1940 diese Station ohne Halt. Am 25. September 1950 wurde der Name der Station in Kilburn geändert. Die neu eröffnete Jubilee Line übernahm am 1. Mai 1979 den Verkehr der Bakerloo Line.